# Stazione di Koganei
La stazione di Koganei (小金井駅?, Koganei-eki) è una stazione ferroviaria situata della città di Shimotsuke, nella prefettura di Tochigi, ed è servita dalla linea principale Tōhoku sulla quale sono esercitati i servizi Utsunomiya e Shōnan-Shinjuku della JR East.

## Servizi ferroviari
East Japan Railway Company
■ Linea Utsunomiya (Tōhoku)
■ Linea Shōnan-Shinjuku

## Struttura
La stazione è dotata di un marciapiede laterale e di uno a isola centrale con tre binari in superficie. 
| 1-2 | ■ Linea Utsunomiya      | per Utsunomiya e Kuroiso                              |
| 2-3 | ■ Linea Utsunomiya      | per Oyama, Ōmiya, Akabane e Ueno                      |
| 2-3 | ■ Linea Shōnan-Shinjuku | per Oyama, Ōmiya, Shinjuku, Yokohama, Ōfuna e Odawara |

## Stazioni adiacenti
| «                     | Servizio              | »                        |
| Linea Utsunomiya      | Linea Utsunomiya      | Linea Utsunomiya         |
| Linea Shōnan-Shinjuku | Linea Shōnan-Shinjuku | Linea Shōnan-Shinjuku    |
| --------------------- | --------------------- | ------------------------ |
| Oyama                 | Tutti i treni         | Jichi Medical University |